# نارلي داغ
نارلي داغ (بالفارسية: نارلی‌داغ) هي قرية تقع في غلستان في إيران. يقدر عدد سكانها بـ 862 نسمة بحسب إحصاء 2016.